# La Junta
La Junta è un centro abitato (city) degli Stati Uniti d'America, capoluogo di contea della contea di Otero dello Stato del Colorado. Nel censimento del 2000 la popolazione era di 7.568 abitanti.

## Geografia fisica
Secondo i rilevamenti dell'United States Census Bureau, La Junta si estende su una superficie di 7,4 km².